# Sébastien van Noyen
Sébastien van Noyen est un architecte et ingénieur des Pays-Bas.

## Biographie
En 1553, il effectue avec l'ingénieur italien Giovanni Maria Olgiati un tour d'inspection des fortifications des Pays-Bas pour en proposer des améliorations.

## Réalisation

### Fortifications

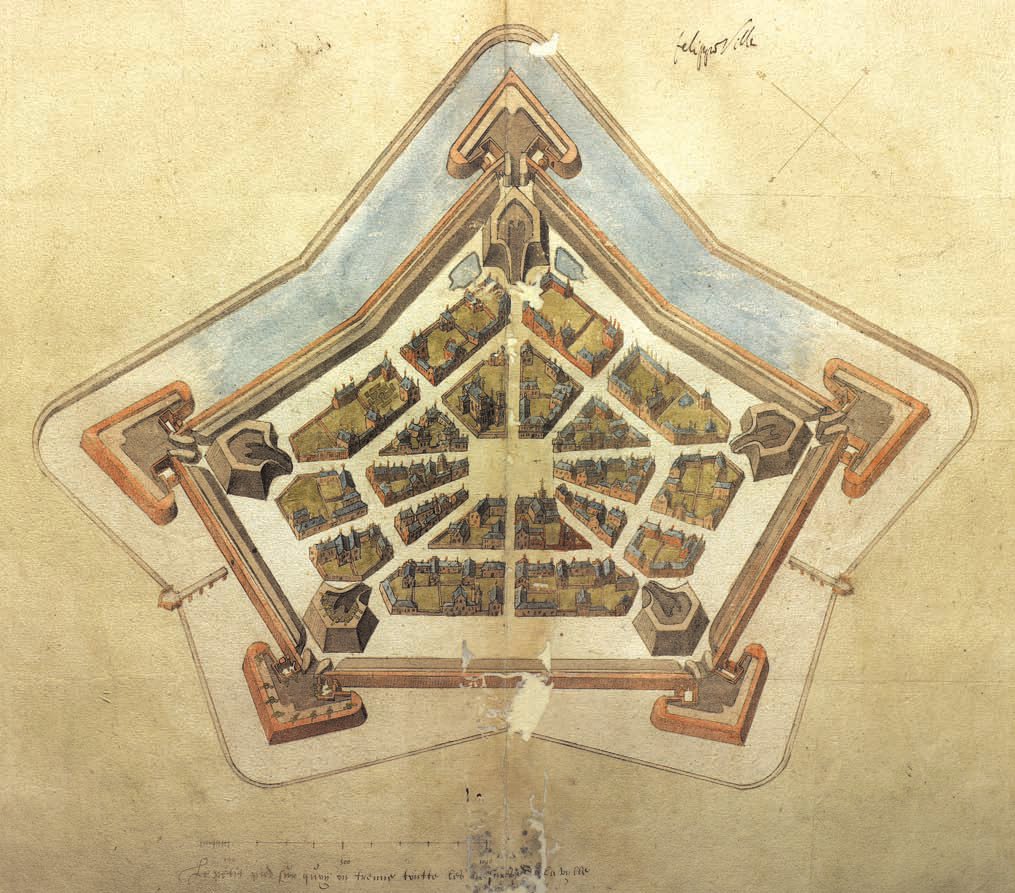
Projet de nouvelle enceinte pour Philippeville en 1555.

Par ordre alphabétique par localité ou nom
- fort de Charlemont ;
- palais Granvelle à Bruxelles ;
- enceinte d'Hesdin ;
- enceinte de Philippeville ;
- enceinte de Thionville.

### Autres travaux
- plans d'amélioration des places des Pays-Bas, lors de la tournée d'inspection de Giovanni Maria Olgiati en 1553 (en partenariat avec celui-ci)[1].